# Clematis crassisepala
Clematis crassisepala är en ranunkelväxtart som beskrevs av Jisaburo Ohwi. Clematis crassisepala ingår i släktet klematisar, och familjen ranunkelväxter. Inga underarter finns listade i Catalogue of Life.